# Breda TP32
La Breda TP32 (TP sta per Trattrice Pesante) era un trattore d'artiglieria d'armata italiano, impiegato dal Regio Esercito durante la seconda guerra mondiale.

## Storia
La Trattrice Pesante deriva dall'Autocarro Trattore Breda, un trattore stradale 4×4 sviluppato dalla Società Italiana Ernesto Breda per Costruzioni Meccaniche nel 1927. Fu acquisita dal Regio Esercito nel 1933, andando a sostituire gli antiquati Pavesi-Tolotti e Fiat 20B nel traino delle artiglierie dei Reggimenti Artiglieria Pesante (poi d'Armata). Dopo prove comparative con il recente trattore p.c. 26, fu giudicato idoneo e immesso sul mercato. Una versione speciale, con passo allungato di 1,17 m e cabina modificate, fu assegnata al Genio Pontieri ed ai Lagunari.Nel 1933 la macchina fu adottata come trattrice pesante 32 ed iniziò ad essere distribuita. Nel 1934 fu approntata una efficiente versione autosoccorso, conosciuta come Breda TP32 "Giraffa", con una gru installata anteriormente, azionata dall'argano tramite rinvii. Ebbe il battesimo del fuoco durante la Guerra civile spagnola, per poi essere usata nella Guerra d'Etiopia. Impiegata largamente e con successo su tutti i fronti della Seconda guerra mondiale, fu acquisita anche dall'Ungheria per la Honvéd per il traino dell'Ansaldo 210/22 Mod. 1935. Dopo la guerra rimase in servizio con l'Esercito Italiano, mentre nelle Ferrovie dello Stato, che l'avevano acquistata nel 1935, rimase in servizio fino agli anni ottanta per il traino dei carrelli stradali sui quali si trasportavano i carri ferroviari.

## Tecnica
Il telaio è in acciaio fuso ospitante tre differenziali, uno centrale e due per lato che apportavano con due alberi ciascuno il moto alle ruote, con cabina arretrata e cassone in lamiera stampata ad apertura posteriore a doppio battente con 3,5 t di portata, integrato con un montatoio. È dotato di un eccezionale adattamento alle ineguaglianze del terreno, grazie al sistema di sospensione a tre punti. La capacità di traino è di 7 tonnellate. La trazione è integrale su 4 ruote semipneumatiche; le anteriori, direttive, offrono un raggio di volta di 5,75 m. Il passo è di 2,65 m sulla TP32 e di 3,82 m sulla TP33. Posteriormente è presente un argano per la movimentazione delle artiglierie e che, tramite appositi rivii, agisce sulla gru della versione autosoccorso.

## Galleria d'immagini

Breda TP32 "Giraffa" impegnata in una dimostrazione di sollevamento di una trattrice leggera.
La Breda TP33.
La TP32 in una dimostrazione di traino con cannone da 149/35 su terreno accidentato.
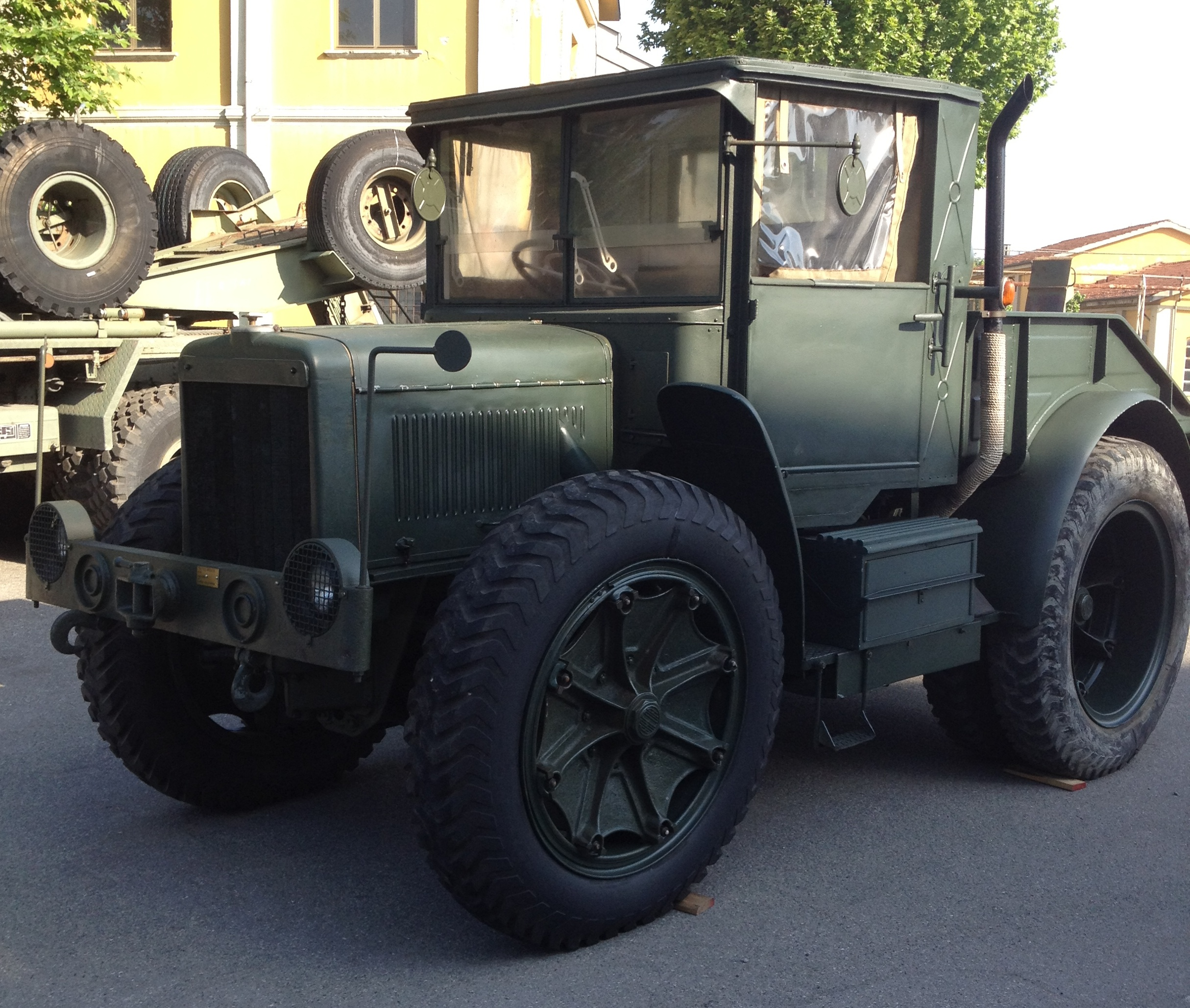
Breda TP32 esemplare conservato presso il Museo storico italiano della guerra - Rovereto